# Крысовичи
Крысовичи (укр. Крисовичі) — село в Мостисской городской общине Яворовского района Львовской области Украины. Население по переписи 2001 года составляло 609 человек. 
Впервые в письменных документах Крисовичи упоминаются под 1469 годом.
В советское время в селе находился третий отделок совхоза «Крукеницкий», который занимал 2 тысячи гектаров земли. 
Сейчас село имеет восьмилетнюю школу, библиотеку, клуб, швейную мастерскую.

## География
Расположено на реке Сичень, в 4 км от Мостиска. Через село проходит шоссе Мостиска — Самбор.

## Религия
В селе есть церковь апостолов Петра и Павла местной парафии Православной церкви Украины (ПЦУ).